# パルミトイル化反応
パルミトイル化反応（パルミトイルかはんのう、Palmitoylation）とは、パルミチン酸などの脂肪酸を膜タンパク質のシステイン残基に共有結合させる反応のことである。
パルミトイル化によって、タンパク質の疎水性が高まり、細胞膜とも親和性が高まる効果が期待される。また、細胞膜を通過する細胞間のタンパク質輸送やタンパク質間相互作用にも関わっている。
パルミトイル化を受けるタンパク質としては、インフルエンザウイルスが細胞に付着する際の標的となる細胞膜局在性の糖タンパク質である、ヘマグルチニンなどが挙げられる。